# Automobilfabrik Feodor Siegel
Automobilfabrik Feodor Siegel war ein deutscher Hersteller von Automobilen.

## Unternehmensgeschichte
Das Unternehmen wurde 1868 in Schönebeck als Maschinenfabrik, Eisengießerei und Kesselschmiede gegründet. 1906 wurden auf der Internationalen Automobilausstellung von Berlin erstmals Fahrzeuge präsentiert. 1907 begann die Serienfertigung. Die Markennamen lauteten Siegel und WMW, kurz für Waren-Motor-Wagen. Einer der Mitinhaber war August Luther. Er stellte 1911 den Antrag auf Liquidation. Die Fabrikantenvilla Villa Siegel blieb erhalten.

## Fahrzeuge
Das erste Modell hatte einen V2-Motor mit 9 PS Leistung, später folgten die Modelle 6/12 PS und 8/20 PS mit Vierzylindermotor. Die Fafnir-Werke lieferten die Motoren. Im Angebot standen offene Zwei- und Viersitzer sowie Lieferwagen.